# Epifit
Epifit je rastlina, ki ima korenino na drevesnem deblu ali vejah in ne 
v zemlji. Epifiti hranilne snovi dobijo iz odmrlih in razpadlih delov lubja, vodo pa posrkajo iz zraka. Epifiti zbirajo vodo v prav posebnih razvitih delih rastline, kjer jo skladiščijo. Liste imajo lijakasto razporejene zato, da v spodnjem delu zbirajo vodo in jo usmerjajo proti koreninam. 
V zmernem zemeljskem pasu rastejo epifiti, ki jih imenujemo mahovi in lišaji. Obstaja tudi veliko vrst vodnih alg, ki so epifiti na druge vodne rastline. V tropskem zemeljskem pasu, kjer je v izobilju vlage, so poznani epifiti kaktusi, orhideje in bromelije. Posebej prilagojene liste in korenine imajo orhideje, ki vsrkavajo zračno vlago. Tilandzija vsrkava vodo skozi listno površino. Epifitne rastline niso paraziti svojih gostiteljev, rastejo samostojno, gostitelja pa koristijo samo za podporo. Glavna prednost pred drugimi rastlinami, katere imajo korenine v tleh je v tem, da se te rastline v gozdu nahajajo na mestih, kjer je veliko svetlobe in jih rastlinojede živali ne morejo doseči. Epifitne rastline lahko rastejo v velikem številu in zelo gosto, s tem pa lahko poškodujejo svoje gostitelje. 
Za epifitne rastline so včasih uporabljali izraz zračne rastline.